# Сельское поселение Раменское (Егорьевский район)
Сельское поселение Ра́менское — бывшее (до 2015 года) муниципальное образование в упразднённом Егорьевском районе Московской области. Административный центр — село Раменки. В состав входят 39 населённых пунктов.
Упразднено 7 ноября 2015 в связи с преобразованием Егорьевского муниципального района в городской округ.

## Население
| 2006  | 2007  | 2008  | 2009  | 2010  | 2011  |
| ----- | ----- | ----- | ----- | ----- | ----- |
| 4207  | ↗5000 | ↗5038 | ↗5056 | ↗5414 | ↗5431 |
| 2012  | 2013  | 2014  | 2015  |       |       |
| →5431 | ↘5417 | ↘5337 | ↘5254 |       |       |

## Территория и границы
Площадь территории муниципального образования — 16 230 га.
Муниципальное образование располагалось в северной части Егорьевского района и граничило с:
- городским поселением Егорьевск (на западе);
- сельским поселением Юрцовское (на севере);
- городским поселением Рязановский (на востоке);
- Луховицким районом (на юге);
- Коломенским районом (на юге);

## Состав
Муниципальное образование «сельское поселение Раменское» в границах на момент упразднения было образовано в 2004 году на основании закона Московской области «О статусе и границах Егорьевского муниципального района и вновь образованных в его составе муниципальных образований». В его состав вошли 39 населённых пунктов бывшего Раменского сельского округа:
| Вид     | Наименование | Население, чел. (2010) |
| ------- | ------------ | ---------------------- |
| деревня | Аксёновская  | 11                     |
| деревня | Белавино     | 0                      |
| деревня | Березняки    | 10                     |
| деревня | Бобково      | 82                     |
| деревня | Бочнево      | 7                      |
| деревня | Васильевка   | 5                      |
| деревня | Васильково   | 55                     |
| деревня | Васинская    | 0                      |
| деревня | Волково      | 83                     |
| деревня | Гридинская   | 27                     |
| деревня | Гулынки      | 23                     |
| деревня | Жулёво       | 5                      |
| деревня | Карповская   | 23                     |
| деревня | Козино       | 4                      |
| деревня | Коншево      | 12                     |
| деревня | Кочема       | 68                     |
| село    | Круги        | 49                     |
| деревня | Кувакино     | 3                      |
| деревня | Лазарево     | 10                     |
| деревня | Левино       | 45                     |
| село    | Лелечи       | 628                    |
| деревня | Лосино       | 4                      |
| деревня | Мелентеево   | 3                      |
| деревня | Натальино    | 6                      |
| село    | Никиткино    | 427                    |
| деревня | Новопосёлки  | 14                     |
| посёлок | Павлова      | 927                    |
| деревня | Поповская    | 918                    |
| деревня | Поцелуево    | 20                     |
| деревня | Прохорово    | 0                      |
| село    | Раменки      | 1508                   |
| деревня | Родионово    | 16                     |
| деревня | Соломаево    | 9                      |
| деревня | Старое       | 331                    |
| деревня | Трофимово    | 36                     |
| деревня | Фетюхино     | 4                      |
| деревня | Харинская    | 23                     |
| деревня | Юринская     | 17                     |
| деревня | Янино        | 1                      |